# Samuel Kleinschmidt
Pour les articles homonymes, voir Kleinschmidt.
Samuel Petrus Kleinschmidt (en groenlandais : Samualip Kutdlilerfia), né le 27 février 1814 à Alluitsoq (Groenland) et mort le 8 février 1886 à New Herrnhut (Vieux-Nuuk) (Groenland), est un missionnaire allemand de l'Église Morave, un professeur de géographie et le fondateur du groenlandais moderne comme langue écrite.

## Jeunesse et Éducation
Samuel Kleinschmidt est le fils du couple de missionnaires allemands : Konrad Kleinschmidt (1768 – 1832) originaire d'Oberdorla en Thuringe (Allemagne) et de son épouse danoise Christina Petersen (1780-1853) de Trudsø, (actuellement un quartier de Struer, Danemark) . Il est né au Groenland et en raison d'un trouble de la parole, reçoit une éducation complète par la branche saxonne de l'école Kleinwelka. Après une formation linguistique intensive, il surmonte son handicap puis est formé comme professeur de géographie par la communauté Christiansfeld du Jutland-du-Sud (Danemark).

## Le travail et la recherche linguistique au Groenland
Après sa formation, Samuel Kleinschmidt revient au Groenland en 1841 et devient assistant de l'église Morave d'Alluitsoq. De 1846 à 1848, il est professeur à Akúnâĸ (Akunnaaq), puis à New Herrnhut. En 1859, il rompt avec les Moraves et rejoint la mission danoise de l'Église évangélique-luthérienne du Danemark de Nuuk .
Avec son œuvre principale, la grammaire de la langue groenlandaise - y compris les dialectes du Labrador (travaux terminés en 1846 et imprimés à Berlin en 1851), Samuel Kleinschmidt est considéré comme le fondateur de la langue écrite unifiée du Groenland.
Cette grammaire est aussi le premier livre à utiliser l'orthographe qui deviendra le standard de la langue écrite groenlandaise (jusqu'à la réforme de l'écriture de cette langue en 1973).
Il a écrit également des livres sur la zoologie, l'histoire et la géographie ainsi que des traductions de l'Ancien et du Nouveau Testament en groenlandais.
Il est le patron de la langue et de la culture groenlandais et a été journaliste dans le journal Atuagagdliutit (journal fondé en 1861).
En 1871, est paru à Copenhague, le Grand dictionnaire Kleinschmidt pour la langue groenlandaise (co-auteur avec Tenir Vittus Steen).

## Honneurs
Samuel Kleinschmidt est enterré à Nuuk. C'est dans cette ville, qui est la capitale du Groenland (en danois: Godthaab ), qu'une plaque commémorative a été posée et qui lui est dédiée avec l'inscription suivante en langues danoise et groenlandaise : Samualip Kutdlilerfia, Samuel Petrus Kleinschmidt 1814 • 1886 Pour ses services à la culture du Groenland et de la société du pays. Il a reçu en 1882, le  Dannebrog et a été honoré comme docteur honoris causa de l' Université de Humboldt.
En 1986, la poste royale danoise édite un timbre commémoratif d'une valeur de 35 øres groenlandaises où apparaît le portrait de Samuel Petrus Kleinschmidt.

## Publications

### Livres
- 1851 (réédité en 1968): Grammatik der Grönländischen Sprache: mit theilweisem Einschluss des Labradordialects (Grammaire de la langue groenlandaise avec les dialectes du Labrador). Hildesheim: Olms. (lire en ligne)
- 1858: Nunalerutit, imáipoĸ: silap píssusianik inuinigdlo ilíkarsautíngui (Géographie: Un petit livre au sujet du monde et de l'humanité). Godthåb/Nuuk: nûngme. (lire en ligne [PDF])
- 1871: Den grønlandske ordbog / omarbeidet. Kjøbenhavn:L. Kleins bogtrykkeri. (lire en ligne)

### Livres ou articles consacrés à Samuel Kleinschmidt
- Henrik Wilhjelm: Le Conte du Groenland: La vie et le travail de Samuel Kleinschmidt (Mission de la Recherche Scientifique, nouvelle série 30). éditeur Erlanger de la mission et l' œcuménisme, Neuendettelsau en 2013,  (ISBN 978-3-87214-360-0) .
- Paul Karmrodt: Deux scientifiques Vogteier au Groenland. Dans le Mühlhäuser (numéro 11), imprimerie de Mühlhäuser, Mühlhausen / Thuringe en 1988, pp  89-92.